# Kazania o Maryi Pannie czystej
Kazania o Maryi Pannie czystej – zbiór kazań w języku polskim, zachowany w rękopiśmiennej kopii sporządzonej ok. 1525, przypisywany częściowo Janowi z Szamotuł.
Zbiór został zapisany przez nieznanego kopistę ok. 1525, prawdopodobnie na podstawie wcześniejszego pierwowzoru. Tekst sporządzony jest pismem charakterystycznym dla XVI w., znajdują się jednak w nim poprawki sporządzone pismem typowym dla wieku XV, naniesione prawdopodobnie przez starszą osobę. Rękopis przechowywany jest w Książnicy Miejskiej w Toruniu.
Liczba i autorstwo kazań są oceniane niejednoznacznie. Lucjan Malinowski w wydaniu z 1880 przyjął podział na trzy kazania zatytułowane zgodnie z oryginałem: (I) O poczęciu Maryjej Panny czystej, (II) Poczyna się kazanie o poczęciu Przenaczystszej Dziewice Panny Maryjej, (III) O narodzeniu Maryjej Panny. Możliwe jednak, że trzecia część składa się w istocie z dwóch kazań. Również autorstwo kazań jest niejasne. Po pierwszym kazaniu pojawia się informacja, że autorem był Paterek, czyli Jan z Szamotuł. Analiza językowa wskazuje, że stylistycznie są sobie bliskie kazania I i III, zaś kazanie II różni się od pozostałych. Możliwe więc, że Jan z Szamotuł był autorem kazań I i III.
Głównym motywem zbioru jest adoracja Marii Panny ze szczególnym uwzględnieniem dogmatu o Niepokalanym Poczęciu. Poświęcone są mu kazania I i II, które jednak w inny sposób podejmują temat. Kazanie I ma formę bardziej intelektualną, zaś styl kazania II jest swobodniejszy, nasycony środkami o zabarwieniu emocjonalnym. W kazaniu III obok wywodu teologicznego pojawiają się też narracyjne motywy apokryficzne, np. pochwała cielesnej urody Marii.